# Lac Besson
Pour les articles homonymes, voir Besson.
Le lac Besson est situé au nord-est de l'Alpe d'Huez dans le massif des Grandes Rousses. 
Il a la particularité d'abriter des hémigrabens.